# Deutsche Botschaft Hanoi

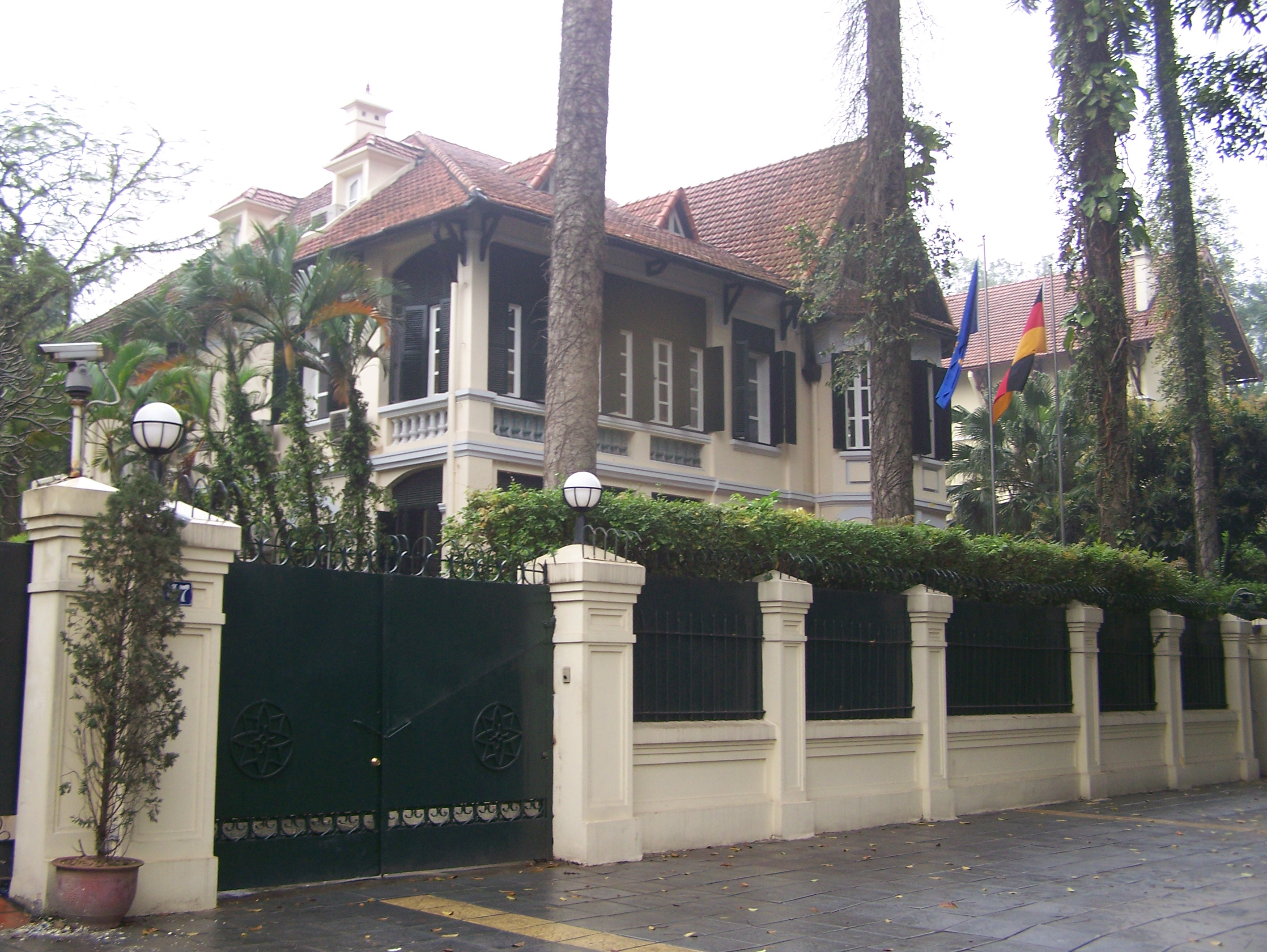
Deutsche Botschaft Hanoi 2011

Die Deutsche Botschaft Hanoi ist die diplomatische Vertretung der Bundesrepublik Deutschland in der Sozialistischen Republik Vietnam.

## Lage
Die Botschaft befindet sich im Stadtbezirk Ba Dinh der vietnamesischen Hauptstadt Hanoi. Die Straßenadresse lautet: 29 P. Trần Phú, Điện Bàn, Ba Đình, Hà Nội, Vietnam.
In naher Nachbarschaft befinden sich die Botschaften von Singapur, Tschechien, Kanada und Norwegen. Auch das vietnamesische Außenministerium ist in fußläufiger Entfernung in wenigen Minuten erreichbar. Der Flughafen Hanoi (Nội Bài International Airport) liegt rund 27 km nördlich, was in der Regel eine Fahrtzeit von einer guten halben Stunde bedingt.

## Gebäude
Die Botschaft ist in den ehemaligen Botschaftsgebäuden der DDR in Hanoi untergebracht. Die Bundesbauverwaltung gab eine umfassende Sanierung mit Modernisierung der Büroräume, Neuanlage des Gartens und Verbesserung des Außenschutzes des Geländes in Auftrag. Die Arbeiten plante und überwachte das Berliner Architekturbüro Casteleyn & Eichhorn. Die für die Jahre 2015 bis 2019 geplanten Maßnahmen verzögerten sich bis nach 2021 hinein.
Bei dem ursprünglichen Hauptgebäude handelt es sich um eine zweigeschossige Villa mit ausgebautem Dachgeschoss aus der französischen Kolonialzeit. Das Botschaftsanwesen ist zur Straßenseite hin von einer Mauer umgeben, die ursprünglich nur knapp zwei Meter hoch war, zwischen den Pfosten befanden sich schmiedeeiserne Zaunfelder. Im Zusammenhang mit der kompletten Erneuerung wurde die Mauer auf etwa drei Meter Höhe aufgestockt, und die Zaunfelder wurden durch gemauerte höhere Flächen ersetzt. Während der Bauarbeiten wurden hier 24 farbenfrohe großflächige Fotografien über die Schönheit des kulturellen Erbes und der kulturellen Kreativität Vietnams angebracht.

## Auftrag und Organisation
Die Deutsche Botschaft Hanoi hat den Auftrag, die deutsch-vietnamesischen Beziehungen zu pflegen, die deutschen Interessen gegenüber der Regierung von Vietnam zu vertreten und die Bundesregierung über Entwicklungen in Vietnam zu unterrichten.
Die Botschaft gliedert sich in die Referate für Politik, Wirtschaft, Soziales, Kultur, Presse, Wissenschaft sowie wirtschaftliche Zusammenarbeit und Entwicklung. Im Kulturreferat der Botschaft ist eine Akademische Prüfstelle (APS) angesiedelt, die in Zusammenarbeit mit dem Deutschen Akademischen Austauschdienst (DAAD) die Authentizität von Bildungsbiografien überprüft und im positiven Fall zertifiziert, was für eine Studienbewerbung in Deutschland erforderlich ist. Im Bereich Entwicklungszusammenarbeit ist Vietnam nach der Klassifizierung durch das Bundesministerium für wirtschaftliche Zusammenarbeit (BMZ) ein „Globales Partnerland“ und damit wichtiger strategischer Partner mit einem Schwerpunkt im Bereich Umwelt- und Klimaschutz.
An der Botschaft Hanoi besteht ein Militärattachéstab. In der Botschaft Hanoi können in der Regel Rechtsreferendare ihre Verwaltungs- oder Wahlstation absolvieren.
Das Rechts- und Konsularreferat der Botschaft bietet alle konsularischen Dienstleistungen für in Vietnam ansässige deutsche Staatsangehörige an. Es stellt Visa für Aufenthalte in Deutschland für Staatsangehörige von Vietnam aus. Die Botschaft unterhält eine telefonische Rufbereitschaft für konsularische Notfälle deutscher Staatsangehöriger außerhalb der Dienstzeit. Der konsularische Zuständigkeitsbereich der Botschaft umfasst die Provinzen und Städte Bac Giang, Bac Kan, Bac Ninh, Cao Bang, Ha Giang, Ha Nam, Hanoi, Ha Tay, Ha Tinh, Hai Duong, Hai Phong, Hoa Binh, Hung Yen, Lai Chau, Lang Son, Lao Cai, Nam Dinh, Nghe An, Ninh Bình, Phu Tho, Quang Binh, Quang Ninh, Quang Tri, Son La, Thai Binh, Thai Nguyen, Thanh Hoa, Thua Thien-Hue, Tuyen Quang, Vinh Phuc, Yen Bai.
In Ho-Chi-Minh-Stadt, dem ehemaligen Saigon, besteht als berufskonsularische Vertretung ein Generalkonsulat, dessen konsularischer Zuständigkeitsbereich die übrigen Provinzen und Städte Vietnams umfasst.

## Geschichte
Das Deutsche Reich unterhielt bis zum Ausbruch des Ersten Weltkriegs ein Konsulat in Saigon (Französisch-Indochina).
Während des Indochina-Krieges (1946 bis 1954) gab Frankreich seine Besitzungen in Südostasien auf. Auf vietnamesischem Gebiet entstanden zwei Staaten: Die „Demokratische Republik Vietnam“ (Nordvietnam) und der „Staat Vietnam“ (ab 1955 „Republik Vietnam“; Südvietnam).
Die Bundesrepublik Deutschland nahm diplomatische Beziehungen mit Südvietnam, nicht jedoch mit Nordvietnam, auf und richtete am 12. Juni 1957 eine Gesandtschaft in Saigon ein, die am 25. April 1960 in eine Botschaft umgewandelt wurde. Nach der Vereinigung der beiden vietnamesischen Staaten wurde die Botschaft am 20. April 1976 in die Hauptstadt Hanoi verlegt. Die vietnamesischen Regierung stellte für die Vertretung ebenso wie für andere westliche Missionen Räumlichkeiten in dem früheren Hotel Metropol, das nun Haus der Wiedervereinigung (Thong Nhat) genannt wurde, zur Verfügung. Die Arbeitsbedingungen der Kanzlei waren auf 25 m² ebenso wie die Unterbringung der Diplomaten in dem Gebäude aus dem Ende des 19. Jahrhunderts schwierig.
Die DDR unterhielt ab 1954 eine offizielle Handelsvertretung in Hanoi, der Hauptstadt Nordvietnams. 1955 wurde die Vertretung in eine Botschaft umgewandelt. Eine enge Zusammenarbeit ergab sich in den 1960er Jahren durch einen abgeschlossenen bilateralen Vertrag zur Entsendung von vietnamesischen Gastarbeitern in die DDR, um vor allem Produktionsbetriebe zu unterstützen. Auch Ausbildungs- und Studienplätze für Vietnamesen wurden vereinbart. Bei der Auswahl und Vorbereitung der Interessenten spielte die DDR-Botschaft eine wichtige Rolle. Mit dem Beitritt der DDR zur Bundesrepublik Deutschland wurde die Botschaft geschlossen. Die Gebäude gingen in das Eigentum des Bunds über.